# Arnar Grétarsson
Arnar Grétarsson (Reykjavik, 20 februari 1972) is een IJslands voetbalbestuurder en voormalig voetballer die meestal centraal op het middenveld speelde. 
Hij speelde onder andere zes seizoenen bij KSC Lokeren en verzamelde meer dan 70 caps voor het IJslands voetbalelftal. Na zijn spelerscarrière was hij ook twee jaar sportief directeur bij Club Brugge.

## Carrière
Arnar Grétarsson maakte in 1988 de overstap van de jeugd naar het eerste elftal van Breiðablik Kópavogur. De 16-jarige middenvelder groeide er uit tot een vaste waarde en speelde zich er meermaals in de kijker van Glasgow Rangers. Eind jaren 80 werd hij een seizoen uitgeleend aan de Schotse topclub, in 1996 nam Glasgow Rangers hem definitief over.
Veel speelkansen Arnar niet in Schotland en dus keerde hij al gauw terug naar zijn thuisland. Hij speelde even voor KF Fjallabyggðar alvorens de overstap te maken naar AEK Athene. Na drie seizoenen werd de IJslander aangetrokken door KSC Lokeren, waar hij op het middenveld meteen een sterkhouder werd. In 2003 werd Arnar met Lokeren derde in de competitie, waardoor de club zich voor het eerst sinds 1988 wist te plaatsen voor Europees voetbal. De IJslander had daar een belangrijk aandeel in met net geen 20 doelpunten. Lokeren werd vervolgens in de eerste ronde van de UEFA Cup uitgeschakeld door Manchester City.
In het seizoen 2005/06 raakte Arnar zijn plaats kwijt bij de Waaslanders. Hij keerde terug naar zijn ex-club Breiðablik Kópavogur, waar hij in 2009 zijn carrière afsloot.

## Statistieken
| Seizoen | Club                   | Competitie              | Wed. | Goals |
| ------- | ---------------------- | ----------------------- | ---- | ----- |
| 1988    | Breiðablik Kópavogur   | Úrvalsdeild             | 10   | 1     |
| 1989    | Breiðablik Kópavogur   | Úrvalsdeild             | 16   | 3     |
| 1989/90 | Glasgow Rangers (huur) | Scottish Premier League | 0    | 0     |
| 1990    | Breiðablik Kópavogur   | Úrvalsdeild             | 15   | 1     |
| 1991    | Breiðablik Kópavogur   | Úrvalsdeild             | 17   | 5     |
| 1992    | Breiðablik Kópavogur   | Úrvalsdeild             | 17   | 2     |
| 1993    | Breiðablik Kópavogur   | Úrvalsdeild             | 15   | 6     |
| 1994    | Breiðablik Kópavogur   | Úrvalsdeild             | 17   | 3     |
| 1995    | Breiðablik Kópavogur   | Úrvalsdeild             | 16   | 0     |
| 1996    | Breiðablik Kópavogur   | Úrvalsdeild             | 16   | 4     |
| 1996/97 | Glasgow Rangers        | Scottish Premier League | 0    | 0     |
| 1997    | KF Fjallabyggðar       | Úrvalsdeild             | 6    | 0     |
| 1997/98 | AEK Athene             | Alpha Ethniki           | 27   | 1     |
| 1998/99 | AEK Athene             | Alpha Ethniki           | 26   | 0     |
| 1999/00 | AEK Athene             | Alpha Ethniki           | 14   | 0     |
| 2000/01 | KSC Lokeren            | Eerste klasse           | 33   | 3     |
| 2001/02 | KSC Lokeren            | Eerste klasse           | 31   | 5     |
| 2002/03 | KSC Lokeren            | Eerste klasse           | 31   | 18    |
| 2003/04 | KSC Lokeren            | Eerste klasse           | 20   | 5     |
| 2004/05 | KSC Lokeren            | Eerste klasse           | 33   | 5     |
| 2005/06 | KSC Lokeren            | Eerste klasse           | 9    | 1     |
| 2006    | Breiðablik Kópavogur   | Úrvalsdeild             | 8    | 1     |
| 2007    | Breiðablik Kópavogur   | Úrvalsdeild             | 17   | 0     |
| 2008    | Breiðablik Kópavogur   | Úrvalsdeild             | 20   | 3     |
| 2009    | Breiðablik Kópavogur   | Úrvalsdeild             | 15   | 1     |
| TOTAAL  | TOTAAL                 | TOTAAL                  | 429  | 68    |

## Nationale ploeg
Grétarsson maakte in september 1991 zijn debuut voor de nationale ploeg van IJsland. In een vriendschappelijk duel tegen Turkije won IJsland toen verrassend met 5-1. In totaal speelde de middenvelder 71 keer voor zijn land en was hij goed voor twee goals. Zijn laatste interland werkte hij af in oktober 2004.

## Technisch directeur
Meteen na het beëindigen van zijn spelerscarrière werd Arnar Grétarsson assistent-trainer bij Breiðablik Kópavogur. In april 2010 verhuisde de gewezen voetballer terug naar Griekenland. Hij werd er technisch directeur van zijn vroegere werkgever AEK Athene. In september 2010 was Arnar interim-coach van AEK. Hij volgde toen de ontslagen Dušan Bajević op. Na het seizoen 2011/12 zette de IJslander een punt achter zijn functie als technisch directeur omdat de club in financiële moeilijkheden zat.
Sinds 28 december 2012 heeft Arnar de functie van technisch directeur bij Club Brugge. Hij zet er de sportieve lijnen uit en is onder meer verantwoordelijk voor de scouting. Zijn eerste grote transfer was die van zijn landgenoot Eidur Gudjohnsen, die overkwam van stadsrivaal Cercle Brugge.